# Аксиньино (Ступинский район)
Аксиньино — село в Ступинском районе Московской области России. Является центром Аксиньинского сельского поселения.Недалеко от села протекает река Городенка. Село расположено на Московском Большом кольце. Имеется автобусное сообщение с посёлком Малино, деревнями Мещерино и Беспятово, а также с Москвой.

## История
Первое упоминание села в завещании (духовной) великого князя Василия Васильевича (1461 г.): «Да на Коломне даю ей село Оксиньское с деревнями.»(ДДГ. с. 198).:№61(б) С. 198
Свою историю село ведёт от первого упоминания в официальном письменном документе, коем явилась приписная грамота к духовной грамоте Василия II (Тёмного) 1461 года, в которой князь отписывал Аксиньино своей супруге, великой княгине Марии Ярославне.
В 1577 г. Маковского стана село Оксиньино на реке Большой Городенке «старая вотчина Фёдора Васильевича Шереметева, с церковью Николая Чудотворца» (в настоящее время не сохранилась).
По материалам XVI века: «За Федором Васильевичем Шереметевым старая их вотчина: с. Оксиньино, на речке, на Большой Городенке, а в нём церковь Николы Чудотворца, древяна клетцки».
С 1636 г. в «Жалованной грамоте царя Михаила Федоровича епископу Рязанскому и Муромскому на с. Аксиньино» оно уже приобрело современное звучание. Которое произошло от канонического женского имени Ксения (греч.— странница) — в его народной форме Аксинья, Оксинья. Возможно, оно принадлежало к селам. издавна даваемым «на прокорм» великим княгиням.
В 60-х гг. XVIII века село Аксиньино числилось за ведомством Казенной палаты крестьян. На тот момент в селе проживало около 170 человек, имелось кладбище и церковь. По численности населения в 60 — 90-х гг. XVIII в. это было довольно крупное село. В конце XIX столетия население Аксиньино составляло 270 человек.
До административных реформ XIX века село Аксиньино входило в состав Маковского стана Коломенского уезда, соответственно, после реформ оно принадлежало Мещеринской волости.
В селе была церковно-приходская школа, в которой на рубеже XIX—XX вв. преподавал Закон Божий священник Семен Иванович Покровский — отец священномученика Иоанна Покровского.
Связь между сёлами Аксиньино и Чиркино выразилась в жизни уроженца Аксиньино, протоиерея Иоанна Покровского, который по окончании Московской Духовной Семинарии служил в церкви Покрова Божией Матери села Чиркино — там, где бьёт до сей поры святой источник. Будущий священномученик пал жертвой политических репрессий периода правления Сталина.
В 1929 году, в связи с реорганизацией управления, когда были ликвидированы волости, уезды, станы, образовался Малинский район, куда вошло Аксиньино и находилось там вплоть до 7 декабря 1957 года, когда Ступинский район поглотил Малинский район, тем самым ликвидировав его. После коллективизации в с. Аксиньино был колхоз им. Мичурина. До 2006 года Аксиньино было центром Аксиньинского сельского округа.
Рядом с селом Аксиньино есть известняковый карьер. На территории села находится молочно-товарная ферма.
В 2005 году в Аксиньино благотворители построили на свои средства часовню Николая Чудотворца в память о бывшей здесь некогда церкви Святителя Николая.